# یواس‌اس بیلوکسی (سی‌ال-۸۰)
یواس‌اس بیلوکسی (سی‌ال-۸۰) (به انگلیسی: USS Biloxi (CL-80)) یک کشتی بود که طول آن ۶۱۰ فوت ۱ اینچ (۱۸۵٫۹۵ متر) بود. این کشتی در سال ۱۹۴۳ ساخته شد.